# بوم‌شناسی میکروبی

ناهنجاری شمارش بشقاب بزرگ. شمارش سلول‌هایی که از طریق کشت به دست می‌آیند، نسبت به سلول‌هایی که به‌طور مستقیم در زیر میکروسکوپ دیده می‌شوند، کمتر است. این به این دلیل است که میکروبیولوژیست‌ها می‌توانند تنها تعداد کمی از میکروب‌های طبیعی را با استفاده از تکنیک‌های آزمایشگاهی کنونی، بسته به محیط، پرورش دهند.

بوم‌شناسی میکروبی (به انگلیسی: Microbial ecology) یا میکروبیولوژی محیطی (Environmental microbiology) بوم‌شناسی میکروارگانیسمها است: رابطه آنها با یکدیگر و با محیطشان. این به سه حوزه اصلی زندگی - یوکاریوت‌ها، آرکی‌ها و باکتری‌ها - و همچنین ویروس‌ها مربوط می‌شود.
میکروب‌ها در همه مناطق از جمله خانه‌ها، اداره‌ها، مراکز تجاری و بیمارستان‌ها وجود دارند. در سال ۲۰۱۶، ژورنال Microbiome مجموعه‌ای از آثار مختلف را در مورد بررسی بوم‌شناسی میکروبی از محیط ساخته‌شده منتشر کرد.